# Plinia salticola
Plinia salticola là một loài thực vật có hoa trong Họ Đào kim nương. Loài này được McVaugh miêu tả khoa học đầu tiên năm 1963.